# Ernie Kovacs
Ernest Edward „Ernie” Kovacs (ur. 23 stycznia 1919 w Trenton, zm. 13 stycznia 1962 w Los Angeles) – amerykański komik, aktor, gospodarz programów telewizyjnych, jeden z pionierów amerykańskiego humoru, którego wpływ widać między innymi w programach Davida Lettermana i Craiga Fergusona.

## Życiorys
Urodził się w Trenton w stanie New Jersey w rodzinie węgierskich emigrantów jako syn Mary Kovacs i Andrew Johna Kovacsa.
Karierę zaczynał jako DJ w radiu. W 1949 debiutował w telewizji w programie Thee, który był emitowany w godzinach porannych. To dzięki osobie Kovacsa program zaczął przyciągać widzów w godzinach, w których wcześniej była mała oglądalność. W późniejszych latach prowadził programy Get Ready (1950-1952), Time for Ernie (1951), Ernie In Kovacsland (1951) i Ernie Kovacs Show (1952-1953 i 1955-1956). W 1957 prowadził program Silent Show.
Zginął 13 stycznia 1962 w Los Angeles w stanie Kalifornia w wieku 42 lat w wypadku samochodowym.
W 1982, powstał poświęcony jego osobie film dokumentalny Ernie Kovacs: Television's Original Genius.

## Wybrana filmografia
- 1958: Czarna magia na Manhattanie jako Sidney Redlitch
- 1959: Nasz człowiek w Hawanie jako kpt. Segura
- 1960: Złoto Alaski jako Frankie Canon